# 上格达站
上格达乘降所，位于四川省攀枝花市仁和区大龙潭彝族乡下疙瘩村，是成昆铁路上的一个已撤销的乘降所。
该乘降所建于建于1970年，上下行处分别为红卫隧道和前进隧道，2020年5月被列为仁和区不可移动文物及第三批区级文物保护单位。